# Ташкентський тракторний завод
Ташкентський тракторний завод (ТТЗ) або Узбецький Тракторний Завод — завод, що спеціалізується на випуску тракторів і запасних частин до них. Завод був організований під час Другої світової війни на базі евакуйованого до Ташкента підприємства. До середини 60-х років XX століття завод носив назву «Ташавтомаш».

## Історія

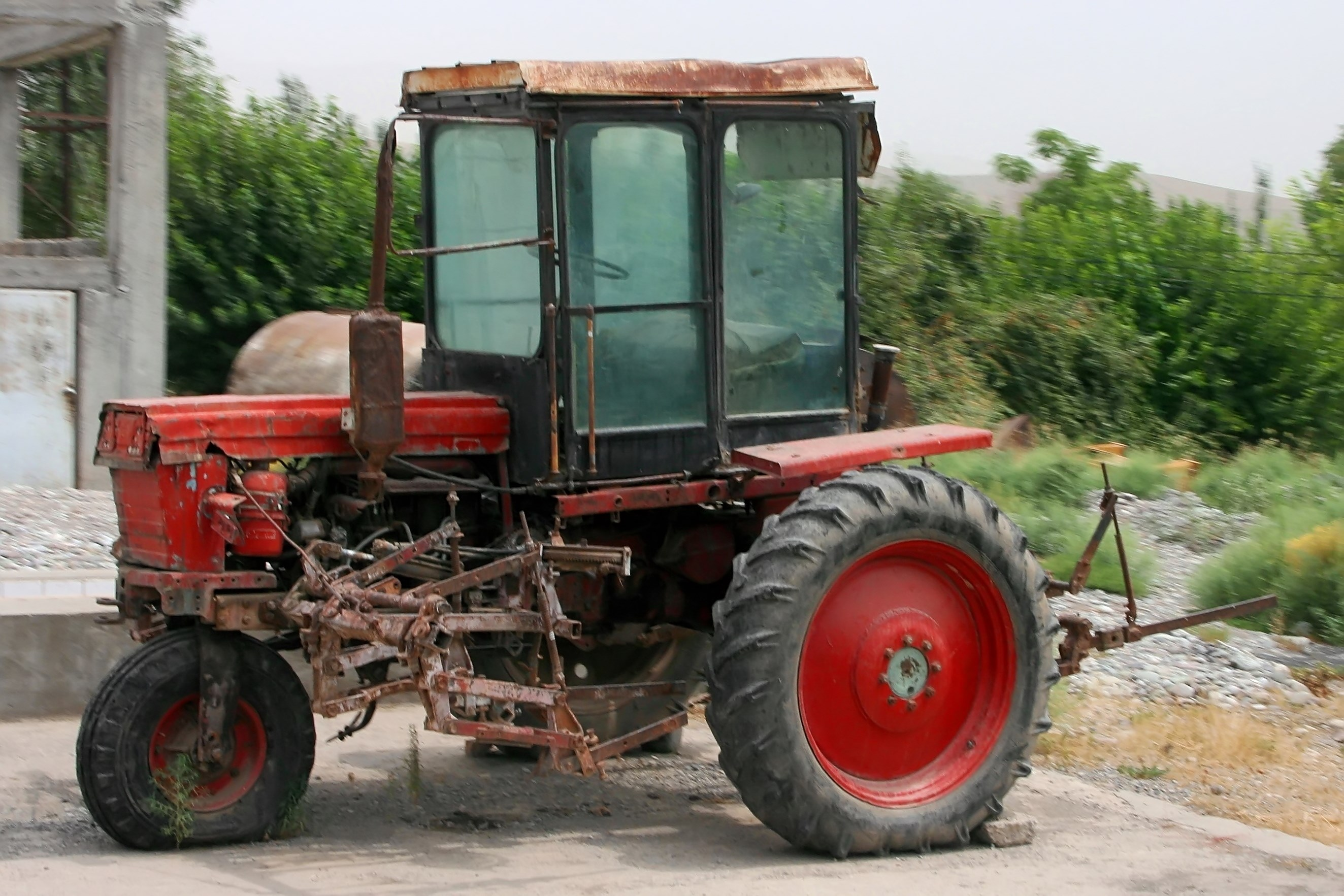
Т-28Х3

Завод розташований на північному сході Ташкента в однойменному районі на адміністративному кордоні міста.
У 1960-1970-ті роки завод випускав бавовницькі модифікації тракторів Т-28 і МТЗ-50 з машинокомплектів, що постачались відповідно Володимирським і Мінським тракторними заводами.
Також за радянських часів завод випускав трактори марки Т-28Х4М триколісного і чотириколісного (просапні і транспортні), було випущено понад 5000 примірників переобладнаних в триколісний варіант тракторів Мінського тракторного заводу МТЗ-80Х, більше 100 000 4-х тонних тракторних причепів з нарощеними бортами і системою гідравлічної розвантаження бавовни.
На заводі випускалися елементи ходової частини тракторів, при цьому двигуни та полімерні вироби поставлялися суміжними постачальниками з боку.
У другій половині 1980-х трактори випускалися з уніфікованою кабіною з кондиціонером випарного типу, звукоізолюючим склінням і іншими нововведеннями. У 1979 році конструкторським бюро кабін і технічної естетики заводу були спроектовані основні конструкторські рішення щодо недорогої кабіни для бавовницької техніки і був створений логотип ТТЗ.